# Veteranos de Guerra Católicos (EUA)
Os Veteranos de Guerra Católicos (oficialmente chamados de Catholic War Veterans of the United States of America) são uma organização de serviço nacional de católicos batizados que serviram ou estão servindo atualmente nas Forças Armadas dos Estados Unidos. Fundada em 1935, os Veteranos de Guerra Católicos se dedicam a servir todos os membros do serviço, independentemente de suas famílias, independentemente de sua religião. A afiliação aos Veteranos de Guerra Católicos está aberta a católicos batizados, homens ou mulheres, que tenham servido no Serviço Ativo por um período de pelo menos 90 dias, no componente de reserva ou Guarda Nacional, ou estão atualmente no serviço ativo em qualquer ramo da o serviço militar específico de guerra não é necessário.

## História
Em 1935, o monsenhor Edward J. Higgins, um veterano da Primeira Guerra Mundial, viu a necessidade de uma organização servir os veteranos e defender a fé católica. Monsenhor Higgins reuniu paroquianos que haviam servido na Primeira Guerra Mundial juntos na Igreja da Imaculada Conceição, em Astoria, Queens, Nova Iorque. Este evento é reconhecido como a primeira reunião dos veteranos de guerra católicos. Em 19 de maio de 1935, os Veteranos de Guerra Católicos dos Estados Unidos da América foram incorporados sob as leis do Estado de Nova Iorque. Em 1935, Monsenhor Higgins viajou para Roma, onde o Papa Pio XI concedeu sua bênção aos veteranos de guerra católicos e abençoou as bandeiras americanas e papais da organização. Após Mons. Retorno de Higgin do Vaticano, ele foi fundamental na organização de uma dúzia de postos ou mais que posteriormente floresceram na organização nacional. Em julho de 1940, os Veteranos de Guerra Católicos foram oficialmente reconhecidos como Organização de Veteranos pela Administração de Veteranos em Washington. Durante a Segunda Guerra Mundial, 1.757 membros da paróquia da Imaculada Conceição em Astoria responderam ao chamado para servir seu país e serviram em todos os ramos das forças armadas . Após a Segunda Guerra Mundial, os Veteranos de Guerra Católicos se tornaram uma das organizações patrióticas mais influentes do país. Em 1947, o número de membros da organização ultrapassava 500.000 em todo o país. Durante a Guerra Fria, veteranos de guerra católicos lutaram ativamente contra a propagação do comunismo nos Estados Unidos. A organização também se concentrou em preservar os valores americanos e católicos enquanto servia os membros do serviço que retornavam da Guerra do Vietnã. O presidente Ronald Reagan assinou uma legislação em 17 de agosto de 1984, concedendo aos veteranos de guerra católicos uma Carta do Congresso, sendo o 59º grupo a receber uma Carta Federal e a primeira organização explicitamente religiosa a receber a honra. A organização defendia os benefícios dos veteranos e cuidava das famílias dos homens que haviam morrido na guerra. Os veteranos de guerra católicos continuam a servir todos os veteranos, incluindo aqueles que retornam da Guerra Global ao Terror.

## Auxiliar
O Auxiliar de Veteranos de Guerra Católicos é composto pela família de militares e veteranos. O Auxiliar trabalha lado a lado com os veteranos que servem sua comunidade e aqueles que serviram nas forças armadas.

## Santuário Nacional
A Igreja da Imaculada Conceição, em Astoria, Nova Iorque, onde Monsenhor Higgins fundou os Veteranos de Guerra Católicos, foi designada Santuário Nacional dos Veteranos de Guerra Católicos. O edifício foi construído em 1950 e projetado por Henry J. McGill, um dos principais arquitetos de igrejas da época. Existem duas pedras angulares, uma de cada lado da entrada principal. A que fica à esquerda da porta quando você se aproxima é a pedra da data de 1950. À direita está a pedra CWV, que representa o logotipo original da cruz dos veteranos de guerra católicos. A igreja também inclui uma série de vitrais que comemoram os veteranos de guerra católicos.

## Legião de Honra da Ordem de São Sebastião
São Sebastião, um dos primeiros mártires da Igreja e um soldado romano, é o santo padroeiro dos veteranos de guerra católicos. A Legião de Honra da Ordem de São Sebastião é o mais alto prêmio de honra concedido pelos Veteranos de Guerra Católicos dos Estados Unidos da América para homenagear um Veterano Católico que foi além das responsabilidades padrão de seu cargo ao serviço de Deus, País e Lar.

## Triângulo católico dos veteranos de guerra
O Catholic War Veterans Triangle é um parque público de 0,01 hectares no bairro de South Ozone Park, em Queens, Nova Iorque. Está localizado em um bloco triangular formado pela Rockaway Boulevard, 116th Avenue e 122nd Street. Foi criado após o alargamento do Rockaway Boulevard em 1927. Pedaços de terra ao longo da Rockaway Boulevard, pequenos demais para serem construídos, foram adquiridos por condenação e transferidos para Parks, incluindo esse triângulo.
Em 25 de setembro de 1938, o triângulo do tráfego foi dedicado como Praça dos Veteranos de Guerra Católicos, após um ato do Conselho da Cidade que deu o nome ao parque. O parque contém um mastro de bandeira, memorial de crucifixo de granito para os veteranos, bancos e pavimentação de tijolos vermelhos para diferenciá-lo das calçadas vizinhas. O bairro de South Ozone Park tem uma população historicamente considerável de católicos romanos, descendentes principalmente de gerações de imigrantes irlandeses e italianos que se estabeleceram no Queens.

## Membros notáveis
John F. Kennedy - 35º Presidente dos Estados Unidos.
Arminda Crawford - Comandante Nacional (2015-2017). Primeira mulher a liderar uma organização nacional de veteranos.

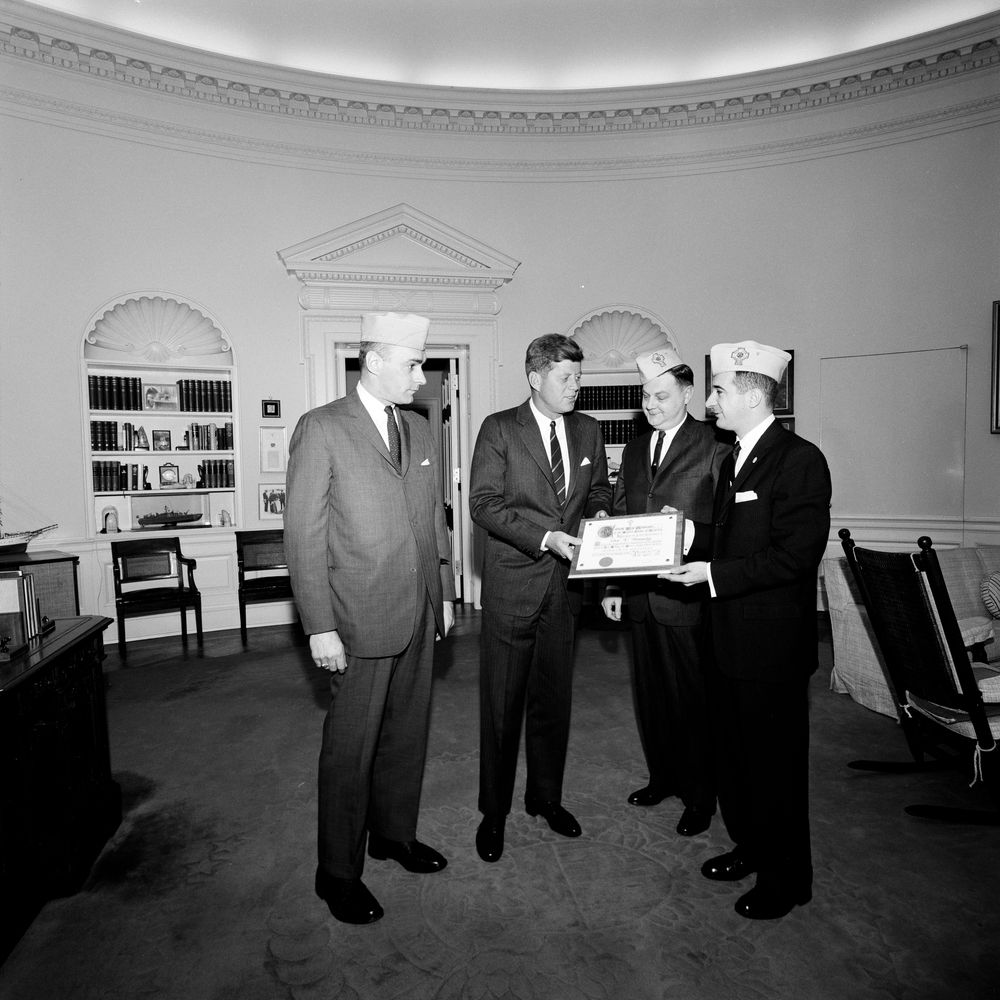
O Presidente John F. Kennedy aceita uma placa comemorativa da indução do Presidente à Ordem dos Veteranos de Guerra Católicos de São Sebastião.